# Антимагнітна пломба

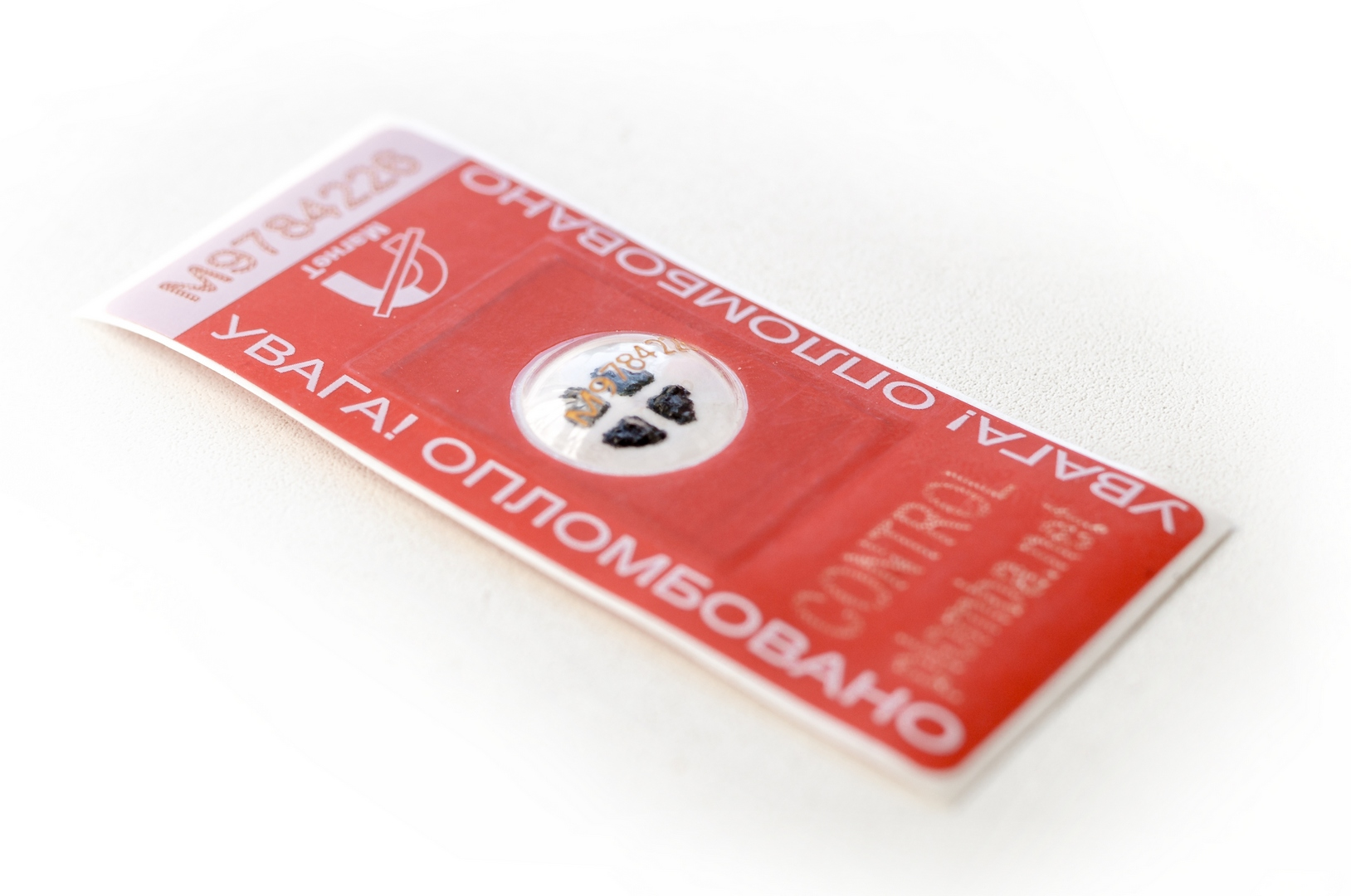
Приклад антимагнітної пломби.

Антимагнітна пломба (від лат. plumbum — свинець) або антимагнітна наклейка, індикатор магнітного поля — пристрій, що служить для індикації впливу магнітних полів на охоронюваний об'єкт і допомагає в зменшенні крадіжок енергоресурсів (електроенергії, води, газу, тепла, палива).

## Загальний опис
Антимагнітна пломба являє собою наклейку, засновану на спеціальному пломбувальному скотчі. Вона оснащена герметичною капсулою, в якій знаходиться чутливий до магнітного поля елемент (суспензія, рідкісноземельні метали). Мікроскопічні частинки, що містяться в суспензії, чутливі до магнітних полів. Шляхом зміни свого первісного стану і поширення всередині капсули чи зміні малюнка, вони сповіщають про вплив магніту на лічильник контролю споживання електроенергії. Індикаторна пломба монтується шляхом наклеювання на корпус контролюючого лічильника. 

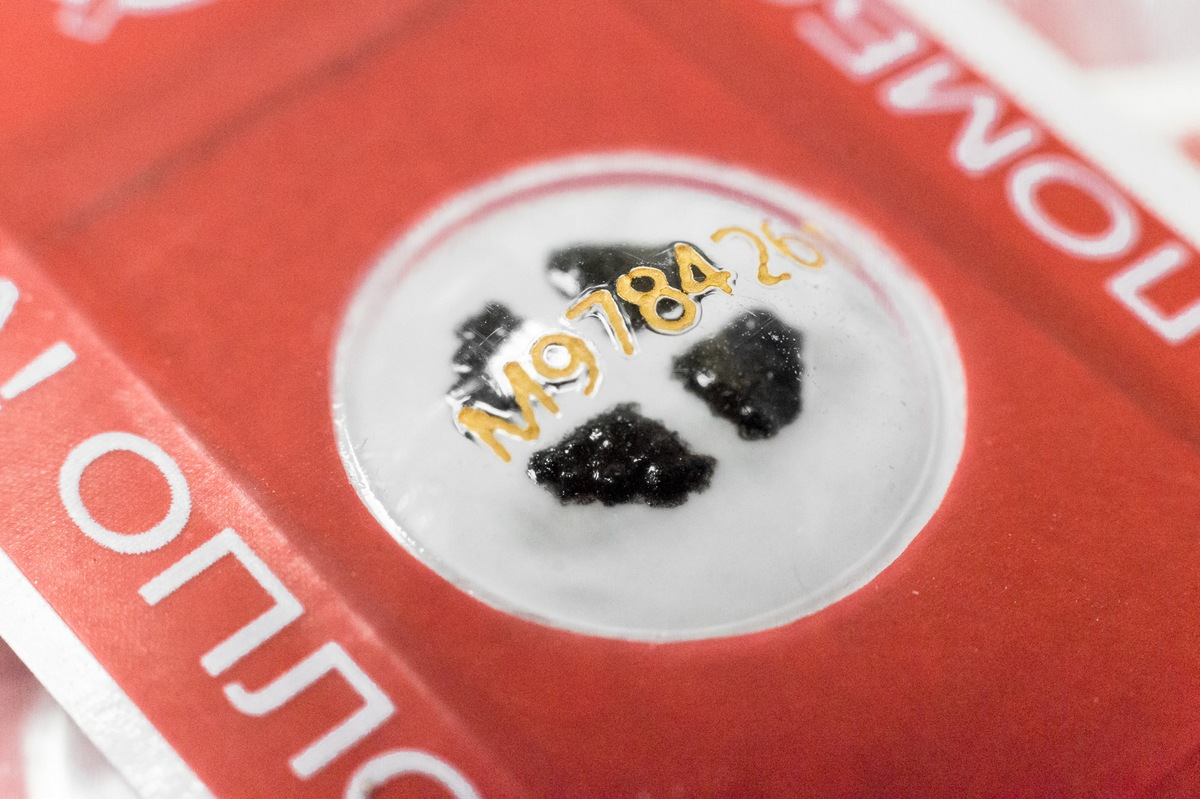
Приклад антимагнітної пломби.

Як і в усіх пломбах, захист від підробки забезпечує індивідуальний номер, який наноситься поліграфічним способом або за допомогою лазера пропалюється на наклейці та капсулі.

## Відмінності
Антимагнітні пломби відрізняються способом індикації від впливу магніту (залежно від технології виробництва), чутливістю на різну силу магнітних полів (вимірюється в мілітесла), конструкцією капсули й захистом від впливу на неї, розміром наклейки, кольором наклейки, способом нанесення унікального номера, температурним режимом роботи.

## Додаткова інформація
Технології індикації можуть бути захищені патентами залежно від виробників.
Попит на антимагнітні пломби збільшується з кожним роком. Цей ефект викликаний подорожчанням енергоресурсів і можливістю придбання неодимових магнітів. Індикатор магнітного поля наклеюють в районі ймовірного впливу магніту. У приладах обліку це рахунковий механізм, контактна група тощо. Залежно від сили магніту і спрямованості магнітних полів для індикації впливу на прилад обліку, таких антимагнітних пломб може бути кілька.